# Frau Antje

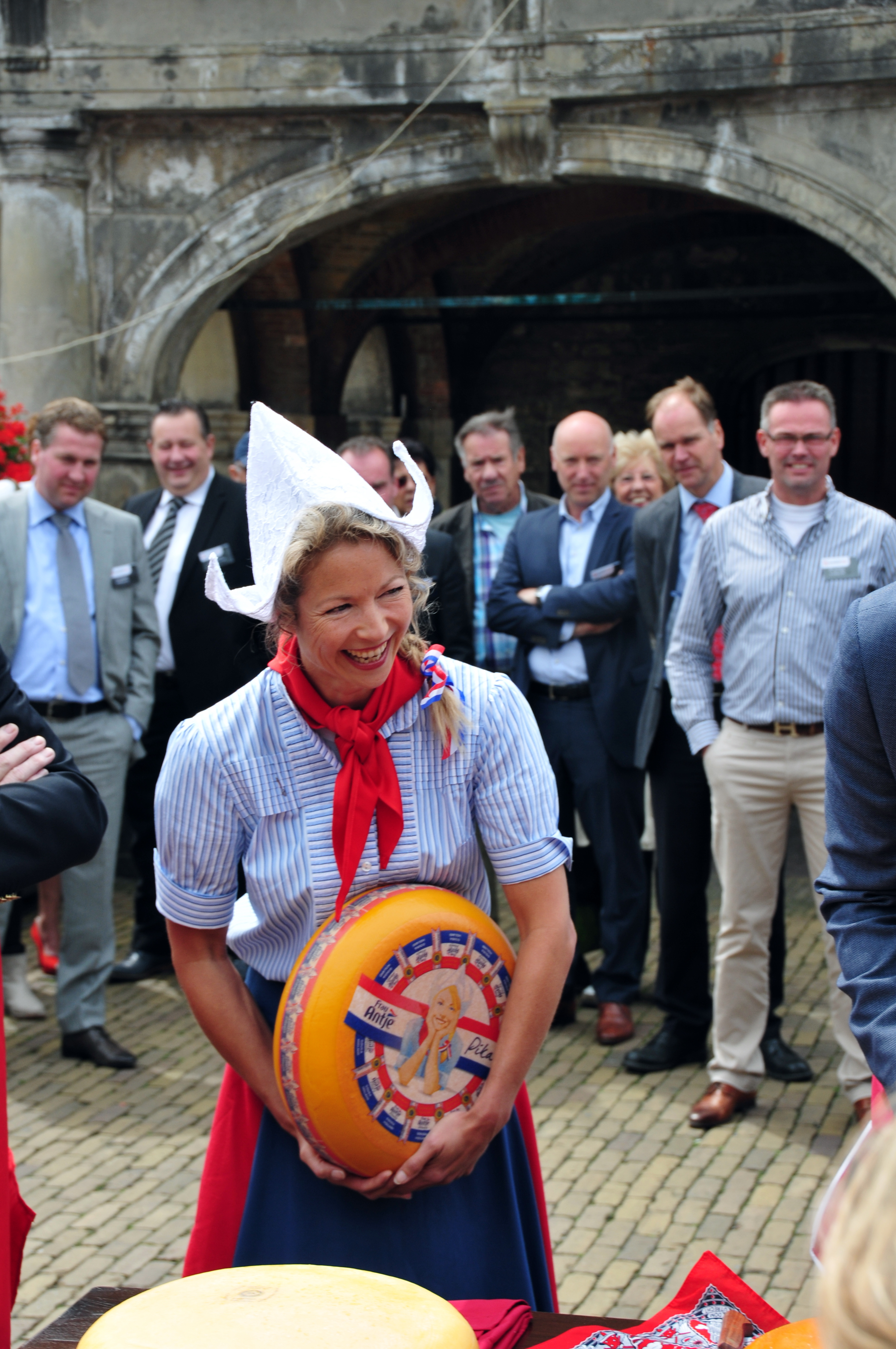
„Frau Antje“ vor dem Rathaus von Gouda (2013)

Frau Antje ist eine Werbefigur des niederländischen Molkereiverbandes NZO (Nederlandse Zuivel Organisatie). Sie stand von 1961 bis in die 1990er Jahre im Mittelpunkt der Werbung für niederländischen Käse und erlangte große Bekanntheit.

## Geschichte
Die Idee entstand während der Grünen Woche 1959. Eine junge Studentin namens Antje hatte am Stand des niederländischen Büros für Milcherzeugnisse Käsehäppchen verteilt. Bei einer kurzfristigen Erkrankung der Studentin erkundigten sich Besucher besorgt nach ihrer „Frau Antje“. Daraus entwickelte Hans Willemse (1960 bis 1980 Direktor des Büros in Aachen) bis 1961 die Figur der Frau Antje zur Werbung in Deutschland.
Der ursprüngliche Slogan der Kampagne lautete „Pikantje von Antje“, bekannt wurde aber besonders der spätere Jingle: „Frau Antje bringt Käse aus Holland“ aus der Fernsehwerbung, dessen Musik Klaus Doldinger komponiert hatte. Die Werbung wurde auch in Zeitungen, Zeitschriften, in Broschüren verwendet, und Frau Antje wurde zu einem Synonym für die niederländische Landwirtschaft und Tradition.
Die erste Frau Antje war 1961 Kitty Janssen. Sie wurde 1963 von Emilie Bouwman abgelöst, die die Figur zunächst zehn Jahre lang verkörperte. 1973 wurde die Rolle nach einer Abstimmung der Besucher auf der Berliner Grünen Woche an die jüngere Ellen Soeters vergeben, die ihren Vertrag nach gut zehn Jahren 1984 auflöste.  Bouwman wurde erneut besetzt und spielte die Frau Antje bis Ende der 1980er Jahre. Ihre Nachfolgerin wurde die Deutsche Saskia Valencia. 1998 verzichtete der Molkereiverband auf die Werbeikone, da die Werbung nicht mehr als zeitgemäß betrachtet wurde. Die Bekanntheit beim Publikum war aber so groß, dass sie ab 2000 wieder aufgegriffen wurde.
Inzwischen ist die Kunstfigur „Frau Antje“, die seit 2012 von Floor Schothorst verkörpert wird, eine Art inoffizielle „Käsebotschafterin“ geworden, die bei zahlreichen internationalen Veranstaltungen die Niederlande repräsentiert. Während Frau Antje in Deutschland sehr bekannt ist und positiv bewertet wird, ist sie in den Niederlanden wenig populär und eher umstritten, da das präsentierte Bild als unpassend für das moderne Land empfunden wird.

## Frau Antjes
- Kitty Janssen (1961–1963)
- Emilie Bouwman (1963–1973)
- Ellen Soeters (1973–1984)
- Emilie Bouwman (1984– späte 1980er)
- Saskia Valencia (späte 1980er –1998)
- Madeleen Driessen (1999–2014)
- Jeannette van Enst
- Floor Schothorst (2014-)